# Jeffrey Neil Steenson
Jeffrey Neil Steenson (ur. 1 kwietnia 1952 w Camp Rucker) – amerykański duchowny katolicki, protonotariusz apostolski, patrolog, ordynariusz Ordynariatu Personalnego Katedry Świętego Piotra w latach 2012–2015, były biskup episkopalny.

## Biografia
Jeffrey Neil Steenson urodził się 1 kwietnia 1952 w Camp Rucker w Alabamie, w Stanach Zjednoczonych. Pracował jako dziennikarz sportowy. Następnie kształcił się na duchownego anglikańskiego (episkopalnego) w Trinity College, Trinity Evangelical Divinity School, Harvard Divinity School i na Uniwersytecie Oksfordzkim. W 1980 został pastorem. W 1983 otrzymał doktorat z filozofii patrystycznej.
Pracował w parafiach episkopalnych w Filadelfii, Teksasie oraz w Nowym Meksyku. Jako ceniony patrolog wykładał w episkopalnych i luterańskich seminariach. W 2005 został episkopalnym biskupem diecezji Rio Grande.
1 grudnia 2007 w bazylice Matki Boskiej Większej w Rzymie wraz z żoną złożył katolickie wyznanie wiary na ręce jej archiprezbitera kard. Bernarda Lawa. Po konwersji odbył roczne studia na Papieskim Instytucie Patrystycznym Augustinianum w Rzymie. 13 grudnia 2008 przyjął święcenia diakonatu z rąk kard. Bernarda Lawa i został kapłanem archidiecezji Santa Fe. 21 lutego 2009 otrzymał święcenia prezbiteratu z rąk arcybiskupa Santa Fe Michaela Jarboe Sheehana.
Po święceniach pracował jako duszpasterz w swojej archidiecezji oraz jako wykładowca patrologii na Uniwersytecie św. Tomasza w Houston oraz w seminarium duchownym w Houston.
1 stycznia 2012 papież Benedykt XVI mianował go ordynariuszem nowo powstałego Ordynariatu Personalnego Katedry Świętego Piotra utworzonego dla byłych anglikanów. 12 lutego 2012 odbył ingres. 24 listopada 2015 złożył rezygnację, gdy papież Franciszek powołał na stanowisko ordynariusza Ordynariatu Personalnego Katedry Świętego Piotra duchownego z godnością biskupa (sam ks. Steenson będąc żonaty nie mógł przyjąć święceń biskupich).

## Życie prywatne
Ks. Jeffrey Neil Steenson jest żonaty i ma troje dorosłych dzieci. Posiada licencję pilota.